# Campeonato Brasiliense 1966
In 1966 werd het achtste Campeonato Brasiliense gespeeld voor clubs uit het Federaal District, waartoe de hoofdstad Brasilia behoort. De competitie, ook wel Candangão genaamd, werd georganiseerd door de FBF en werd gespeeld van 18 juni tot 1 oktober. Rabello werd de kampioen.

## Eindstand
| Plaats | Club        | Wed. | W | G | V  | Saldo | Ptn. |
| ------ | ----------- | ---- | - | - | -- | ----- | ---- |
| 1.     | Rabello     | 12   | 8 | 2 | 2  | 30:14 | 18   |
| 2.     | Luziânia    | 12   | 8 | 1 | 3  | 29:17 | 17   |
| 3.     | Colombo     | 12   | 7 | 2 | 3  | 28:16 | 16   |
| 4.     | Defelê      | 12   | 6 | 1 | 5  | 19:18 | 13   |
| 5.     | Pederneiras | 12   | 5 | 2 | 5  | 19:19 | 12   |
| 6.     | Flamengo    | 12   | 2 | 2 | 8  | 19:38 | 6    |
| 7.     | Guará       | 12   | 0 | 2 | 10 | 4:26  | 2    |

|  | Kampioen |

### Kampioen
| Campeonato Brasiliense de 1966 |
| Federaal District              |
| ------------------------------ |
| RABELLO Kampioen (1° titel)    |